# Simca Vedette
Simca Vedette är en personbil, tillverkad av den franska biltillverkaren Simca mellan 1955 och 1961. Därefter fortsatte tillverkningen hos det brasilianska dotterbolaget till 1966.

## Vedette
Ford hade tillverkat den åttacylindriga Vedette-modellen vid sin franska fabrik sedan 1948 och 1954 var det dags att presentera en efterträdare. Försäljningen gick dock dåligt, eftersom efterfrågan på bilar med V8-motor var liten i Frankrike. Simca hade motsatta problem: försäljningen av Aronde-modellen gick så bra att tillverkningskapaciteten inte räckte till. Simca var intresserade av Fords anläggning i Poissy främst för att man behövde lokalerna, men Ford skickade med den nya Vedetten ”på köpet”.
Simca Vedette såldes från 1955 i fyra olika utföranden, med stigande grad av utrustning:
- Trianon
- Versailles
- Régence
- Marly (kombi)

1958 presenterades en modifierad Vedette, med bland annat starkare motor lite längre kaross och större fenor. Bilen såldes under följande namn:
- Beaulieu
- Chambord
- Présidence
- Marly (kombi)

Tillverkningen av Vedette i Frankrike upphörde sommaren 1961. Karossen från åren 55-57 användes dock vidare i något enklare utförande med namnet Ariane och då med Arondes motor på 1290 cc.

## Simca do Brazil
1958 startade Simca tillverkning av Vedetten vid sitt dotterbolag Simca do Brasil. Bilen tillverkades där fram till 1966.

## Motor
Motorn i alla Vedette-versioner var en liten V8:a med sidventiler som använts av Ford i USA mellan 1937 och 1940.
| Modell  | Motor            | Cylindervolym | Effekt   | Bränslesystem   |
| ------- | ---------------- | ------------- | -------- | --------------- |
| Vedette | 8-cyl V-motor sv | 2351 cm³      | 80-84 hk | Enkel förgasare |

## Bilder

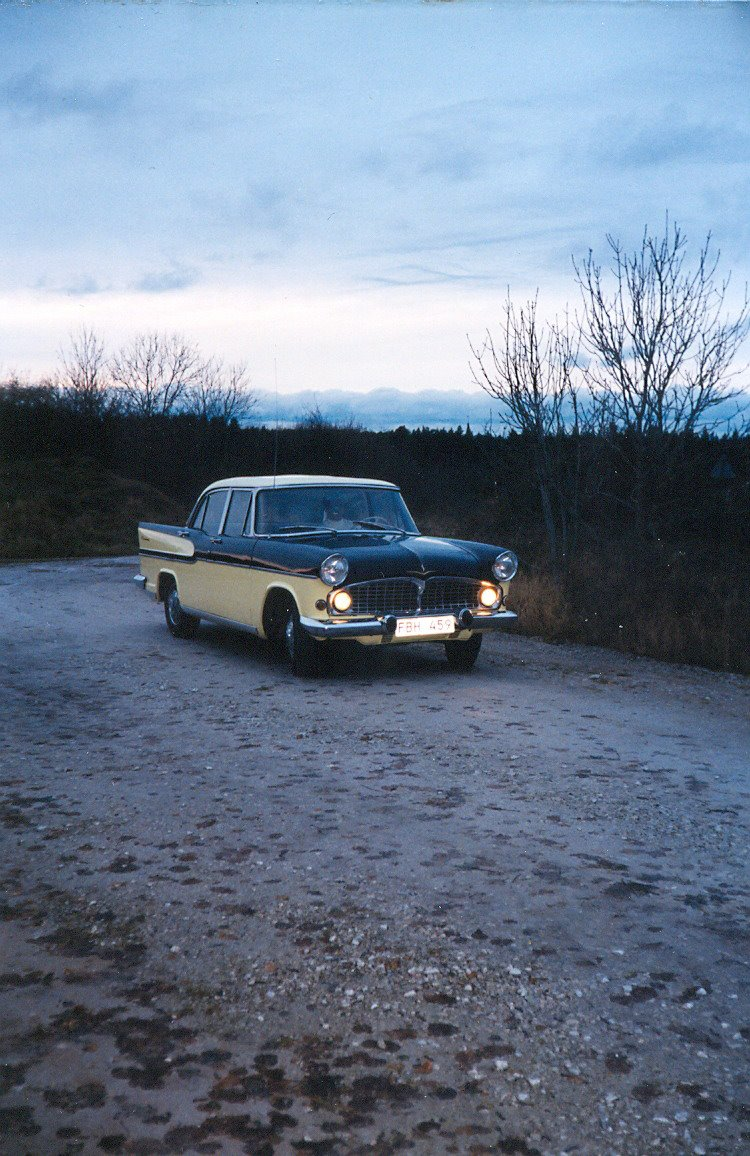
Simca Vedette Chamboard 1958